# Karei Patera
La Karei Patera è una struttura geologica della superficie di Io.